# Ludwig Rellstab (poeta)
Heinrich Friedrich Ludwig Rellstab (ur. 13 kwietnia 1799 w Berlinie, zm. 27 listopada 1860 tamże) – niemiecki poeta, prozaik, krytyk muzyczny i librecista.

## Życiorys
Syn pisarza i kompozytora Johanna Carla Friedricha Rellstaba. Jako dziecko przejawiał uzdolnienia w grze na fortepianie. Początkowo uczęszczał do szkoły wojskowej, następnie podjął studia u Bernharda Kleina (fortepian) i Ludwiga Bergera (kompozycja). W 1821 roku odszedł z wojska i osiadł w Berlinie. W 1823 roku podjął współpracę z „Allgemeine musikalische Zeitung”, w latach 1826–1848 pisał też do „Vossische Zeitung”. Od 1830 do 1841 roku redagował założony przez siebie konserwatywny tygodnik „Iris im Gebiete der Tonkunst”. Od 1836 roku był także redaktorem tygodnika „Berlin und Athen”. Wydał swoją autobiografię Aus meinem Leben (2 tomy, Berlin 1861). Jego krytyki muzyczne z czasopism zostały wydane zbiorczo pt. Gesammelte Schriften (12 tomów, Lipsk 1843–1844, nowe wydanie w 24 tomach 1860–1861). Tłumaczył na język niemiecki libretta do oper m.in. Jacques’a Fromentala Halévy’ego. Przypisywane jest mu nazwanie Sonaty cis-moll op. 27 Ludwiga van Beethovena „księżycową”.
Zasłynął przede wszystkim jako autor pamfletów, w których atakował czołowych artystów swoich czasów i gloryfikował muzykę niemiecką, wypowiadał się też niepochlebnie o nowych trendach w muzyce. Za wymierzoną w śpiewaczkę Henriette Sontag broszurę Henriette oder sie schöne Sängerin (Lipsk 1826) oraz atakujący kompozytora Gaspare Spontiniego artykuł Über mein Verhältnis als Kritiker zu Herrn Spontini als ersten Komponist und Generalmusikmeister in Berlin (Lipsk 1827) został skazany na kary więzienia. Nisko oceniał twórczość operową Vincenza Belliniego, Gaetana Donizettiego i Gioacchina Rossiniego, artystów-wirtuozów takich jak Niccolò Paganini i Louis Spohr uważał za wyrazicieli niskiego gustu. Negatywnie wypowiadał się na temat Fryderyka Chopina.